# Mike Byers
Michael Arthur „Mike“ Byers (* 11. September 1946 in Toronto, Ontario; † 16. September 2010 in Novato, Kalifornien) war ein kanadischer Eishockeyspieler, der im Verlauf seiner aktiven Karriere zwischen 1963 und 1977 unter anderem 170 Spiele für die Toronto Maple Leafs, Philadelphia Flyers, Los Angeles Kings und Buffalo Sabres in der National Hockey League (NHL) sowie weitere 288 für die Los Angeles Sharks, New England Whalers und Cincinnati Stingers in der World Hockey Association (WHA) auf der Position des rechten Flügelstürmers bestritten hat. Seinen größten Karriereerfolg feierte er dabei im Trikot der New England Whalers, mit denen er im Jahr 1973 die Avco World Trophy der WHA gewann.

## Karriere
Mike Byers begann seine Karriere als Eishockeyspieler bei den Toronto Marlboros, für die er von 1963 bis 1967 in der Ontario Hockey Association spielte. In seiner letzten Spielzeit bei den Marlboros gewann er mit seiner Mannschaft den Memorial Cup. Anschließend wurde der Angreifer von den Toronto Maple Leafs aus der National Hockey League verpflichtet, für die er in der folgenden Spielzeit zehn Mal eingesetzt wurde. Zudem spielte er in diesem Jahr für Torontos damalige Farmteams, die Tulsa Oilers aus der Central Hockey League und die Rochester Americans aus der American Hockey League. Nachdem Byers die Saison 1968/69 in Toronto begonnen hatte, wurde er hauptsächlich bei den Tulsa Oilers in der CHL eingesetzt und schließlich am 2. März 1969 zusammen mit Bill Sutherland und Gerry Meehan im Tausch für Brit Selby und Forbes Kennedy an die Philadelphia Flyers abgegeben. Bis Saisonende spielte der Kanadier noch insgesamt neun Mal in der regulären Saison bzw. den Playoffs für die Flyers, die folgende Spielzeit verbrachte er jedoch ausschließlich bei deren damaligem Farmteam, den As de Québec aus der AHL.
Im Mai 1970 wurde Byers im Tausch für Brent Hughes zu den Los Angeles Kings transferiert, für die er die folgenden anderthalb Jahre aktiv war. Die Saison 1971/72 beendete Byers bei den Buffalo Sabres, bei denen er seine NHL-Karriere beendete. Im Anschluss an diese Spielzeit erhielt er einen Vertrag bei den Los Angeles Sharks aus der World Hockey Association, die ihn im Februar 1973 an ihren Ligarivalen New England Whalers abgaben, mit denen er am Ende der Saison 1972/73 die prestigeträchtige Avco World Trophy gewann. Die Whalers wiederum lösten nach drei Jahren im Februar 1976 den Vertrag des Angreifers auf, der somit zu den Cincinnati Stingers (ebenfalls WHA) wechseln konnte. Seine Karriere als Spieler beendete Byers schließlich in der Saison 1976/77 bei den Rochester Americans aus der American Hockey League, für die er bereits in seiner Zeit bei den Maple Leafs spielte.
Am 16. September 2010 starb Mike Byers an Krebs.

## Erfolge und Auszeichnungen
- 1967 Memorial-Cup-Gewinn mit den Toronto Marlboros
- 1973 Teilnahme am WHA All-Star Game
- 1973 Avco-World-Trophy-Gewinn mit den New England Whalers